# HMS Berwick (1775)
El HMS Berwick fue un navío de línea británico de 74 cañones de la clase Elizabeth construido en los astilleros de Portsmouth en 1775. Sirvió a la Royal Navy, participando en episodios tan importantes como la guerra de Independencia de los Estados Unidos, hasta marzo de 1795, cuando en el curso de las guerras revolucionarias francesas es capturado por la Marina francesa, en la que se mantendrá hasta después de la batalla de Trafalgar. En el curso de esta batalla sufre graves desperfectos. Capturado por la flota británica, se vino a pique en el trascurso de la tormenta que asoló el estrecho de Gibraltar horas después de la batalla.

## Al servicio de laRoyal Navy
El HMS Berwick fue construido en los astilleros ingleses de Portsmouth en 1769 siguiendo diseño de Thomas Slade, siendo terminado en 1775. Fue comisionado en diciembre de 1977. Con la entrada de Francia en el curso de la guerra de Independencia de los Estados Unidos, el HMS Berwick fue transmitido a las aguas del canal de La Mancha, donde vigiló el paso de naves francesas bajo el mando del capitán Keith Stewart hasta 1779.
En 1780 fue enviado a las Indias Occidentales como parte del escuadrón dirigido por el comodoro Walshingham, enviado para reforzar la flota de George Rodney en la zona. No obstante, los barcos de Walshingham acabaron siendo enviados a Jamaica. En esta expedición, el teniente del HMS Berwick fue John Hunter, quien sería almirante y segundo gobernador de Nueva Gales del Sur.
Estacionado en Jamaica, los barcos de la escuadra se vieron expuestos a graves daños debido a la época de huracanes que sacudió la región en octubre de 1780. En concreto, el HMS Berwick llegó a verse desarbolado y sin timón, a punto de perderse en el mar. Su estado era tan grave que se vio obligado a abandonar la isla y regresar hasta Inglaterra, donde fue reparado.
Después de esta pausa en los astilleros, la nave fue dirigida al Mar del Norte, zona que se tornaba cada vez más rápido como una ruta importante de convoyes franceses y españoles. En 1781, Stewart relega el mando de la nave a John Ferguson, quien llegó a capturar el Belle Poule y el Callonne, ambos del corsario Luke Ryan. Un botín compuesto por dos naves, más de doscientos hombres, numerosa mercancía y piezas de armamento.
Cuando el Almirantazgo británico recibió noticias de que los holandeses se unían al conflicto en Estados Unidos a comienzos de 1781, acondicionaron una escuadra para dar servicio en el Mar del Norte y vigilar las aguas holandesas. Se reforzó la misma con la presencia del HMS Berwick, estando todas bajo las órdenes del vicealmirante Hyde Parker. 
El 15 de agosto de 1781, mientras las naves escoltaban un convoy de 700 buques mercantes desde Leith (Escocia) hasta el Báltico, la escuadra de siete barcos de Parker se encontró con la escuadra holandesa dirigida por el contraalmirante Johan Zoutman, también de siete navíos de líneas. El enfrentamiento fue inevitable, en el episodio conocido como Batalla del Banco Dogger. En la misma, el HMS Berwick sufrió 16 muertos y 58 heridos.
Realizó diversas acciones en el Mar del Norte y en el Atlántico, antes de pasar a la flota en el Mediterráneo. En enero de 1793, el HMS Berwick es comisionado al capitán John Collins. Con el estallido de las guerras de las Guerras revolucionarias francesas, se la incluye en la armada del Mediterráneo que dirige el almirante Lord Hood, llegando a participar en diversas operaciones en torno al bloqueo de Tolón ese mismo año. Collins murió en marzo de 1794. Al frente de la nave fueron puestos, sucesivamente, los capitanes William Shield, George Campbell, George Henry Towry y, finalmente, William Smith.

### Captura
A principios de 1795, el HMS Berwick se encontraba en la bahía de San Fiorenzo (Córcega). Al mando del capitán Adam Littlejohn, recibió órdenes de unirse al resto de la flota británica que se encontraba en Livorno. En ruta a ella, el 8 de marzo se topó con una escuadra francesa. había sido volver a montar en San Fiorenzo Bay, Córcega, cuando sus mástiles más bajos, despojado de aparejo, rodaron por la borda y se perdieron. A las once de la mañana, intentado rodear Cap Corse, la fragata francesa Alceste pasó a sotavento y abrió fuego contra el HMS Berwick. Apoyado por las naves Minerve y Vestale, el HMS Berwick se vio acorralado en mitad de un fuego en tres frentes que le causaron daños materiales, cuatro heridos y la muerte del propio Littlejohn. Tras su muerte, el teniente de mayor rango, Nesbit Palmer, consultó al resto de oficiales y enarboló la bandera blanca de rendición.
Los franceses remolcaron la nave de vuelta a Tolón y, posteriormente, fue comisionada en la Armada Francesa como Berwick, bajo el mando de Louis-Jean-Nicolas Lejoille.

## Al servicio de la Marina francesa
En septiembre de 1795, zarpó de Tolón rumbo a Terranova como parte de una escuadra de seis navíos de la línea bajo mando del contraalmirante Joseph de Richery. A la altura del cabo de San Vicente (Portugal), enfilando el 7 de octubre las aguas del Atlántico, se encontraron con un convoy británico compuesto por tres navíos de línea, cuatro fragatas y 31 mercantes, todos bajo el mando del comodoro Taylor. Los franceses se hicieron con treinta de los barcos mercantes y recuperaron el barco de línea Censeur, que pertenecía a la marina francesa hasta marzo de ese mismo año en que fue capturada por los ingleses. 
De Richery decidió atrasar sus objetivos y marchó hacia la bahía de Cádiz, donde permaneció casi un año en pos de reforzar su escuadra y trabajando en las reformas de los barcos hasta agosto de 1796, momento en que vuelven a zarpar rumbo a Terranova. La escuadra fue escoltada en su trayectoria por el almirante español Juan de Lángara, con veinte navíos de línea. En septiembre de 1796. Richery conseguía el objetivo en Terranova: destruir la flota pesquera británica de la región.
En noviembre, el Berwick hizo escala en el puerto de Rochefort antes de navegar hasta Brest.
Para 1803, se tiene constancia de que el Berwick se encontraba en la flota francesa del Mediterráneo con base en Tolón.
El 1805 se unió a la flota del vicealmirante Villeneuve para navegar hacia las Antillas, bajo el mando del capitán Jean-Gilles Filhol de Camas. Burló el cerco de Horatio Nelson con el resto de la flota, recaló en Cartagena de camino a Cádiz y finalmente en la isla de Martinica, donde se le unieron seis navíos de línea y una fragata españolas bajo el mando de Federico Gravina.
Durante este período, el Berwick participó en la reconquista del islote Roca del Diamante, en la bahía de Fort-de-France, al sur de la isla de Martinica. El ataque, dirigido por Cosmao-Kerjulien a bordo del Pluton, lo complementaron, junto al Berwick, el Sirène, una corbeta, una goleta y once cañoneras. Una operación en la que participaron entre 300 y 400 soldados franceses. Los soldados británicos que se encontraban defendiendo el islote, tras rendirse en la que se conoció como batalla de la roca del Diamante, fueron embarcados en el Pluton y Berwickñ y llevados a Fort-de-France.
En la isla de Martinica estuvo esperando la flota de Villeneuve en espera de otra flota que tenía que liderar Honoré Joseph Antoine Ganteaume. Lo que Villeneuve desconocía era que ésta se encontraba bloqueada por los ingleses en el puerto de Brest, en la costa atlántica francesa. La flota realizó diversas escaramuzas en la región capturando pequeños buques británicos. Pronto llegaron noticias de que Nelson había recalado en Barbados en su busca y captura, por lo que se decidió regresar a Europa, haciéndose de nuevo a la mar el 11 de junio.

### Batalla del cabo Finisterre
La flota llegó al cabo de Finisterre el 9 de julio, pero vientos del noreste impidieron a la misma entrar en el golfo de Vizcaya hasta el 22 de julio. Las noticias sobre su retorno llegaron al vicealmirante británico Robert Calder el 19 de julio, quien tenía órdenes en principio de levantar los bloqueos de los puertos de Rochefort y Ferrol y navegar hacia el cabo de Finisterre para interceptar a Villeneuve. Ambas flotas se encontraron finalmente sobre las 11 horas el 22 de julio de 1805.
En el orden de batalla, Villeneuve colocó al Berwick en el décimo puesto de la fila con la que la flota hispanofrancesa iba a plantar cara a la formada por Calder. Al final de la jornada, el navío, dañado por la acción de fuego recibida, tuvo un total de 3 muertos y 11 heridos. Consiguió entrar en la bahía de Vigo el 28 de julio y, más tarde, el 2 de agosto, en Ferrol, de donde zarparía con el resto de la flota hasta el puerto de Cádiz, al que llegaron el 20 de agosto. En sus aguas quedaría esperando hasta el 19 de octubre, cuando parte con el resto de la expedición que irá a hacer frente a Horatio Nelson frente al cabo de Trafalgar.

### Batalla del cabo Trafalgar
El Berwick se hizo a la mar junto al resto de la flota conjunta con 814 marineros, de nuevo con Cosmao-Kerjulien al mando. En el orden de batalla, el navío ocupó el segundo puesto en la primera división de la Escuadra de Observación que abría el San Juan Nepomuceno de Cosme Damián Churruca. Le seguían los navíos de línea Príncipe de Asturias, Achille, San Ildefonso, Argonaute, la fragata Themis y el bergantín Argus.
Durante el combate de 21 de octubre de 1805, perdió la vida el capitán del navío, Filhol de Camas.
Fue apresado por los ingleses tras el combate. Remolcado por el HMS Britannia, este se vio obligado a soltar el cabo de remolque al contemplar en el horizonte la escuadra de Julien Marie Cosmao-Kerjulien que regresaba a Trafalgar para recuperar los navíos de línea españoles Neptuno y el Santa Ana.
El navío navegó en condiciones extremas debido a la tormenta que se desató en la zona de la batalla, cercana al estrecho de Gibraltar. El Berwick pudo ser llevado por los vientos y las corrientes hasta la costa de Huelva, donde encallaría cerca de Arenas Gordas.